# カシューナッツ
| 項目                     | 分量（g） |
| ------------------------ | --------- |
| 脂肪                     | 43.85     |
| 飽和脂肪酸               | 7.783     |
| 16:0（パルミチン酸）     | 3.916     |
| 18:0（ステアリン酸）     | 3.223     |
| 20:0（アラキジン酸）     | 0.266     |
| 22:0（ベヘン酸）         | 0.173     |
| 24:0（リグノセリン酸）   | 0.101     |
| 一価不飽和脂肪酸         | 23.797    |
| 16:1（パルミトレイン酸） | 0.136     |
| 18:1（オレイン酸）       | 23.523    |
| 20:1                     | 0.138     |
| 多価不飽和脂肪酸         | 7.845     |
| 18:2（リノール酸）       | 7.782     |
| 18:3（α-リノレン酸）     | 0.062     |

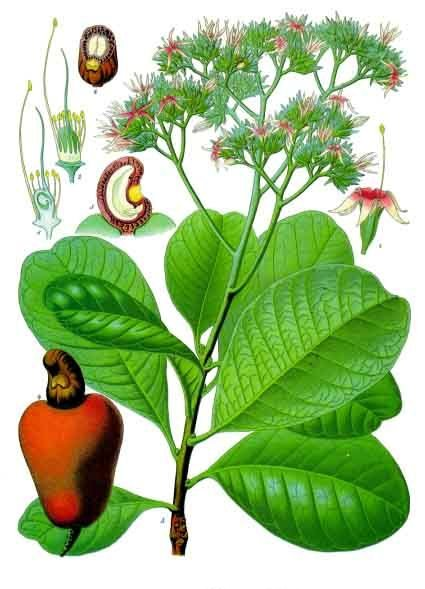
ヘルマン・アドルフ・ケーラー著『薬用・植物(Medizinal-Pflanzen)』(1887)の「Anacardium occidentale」項より

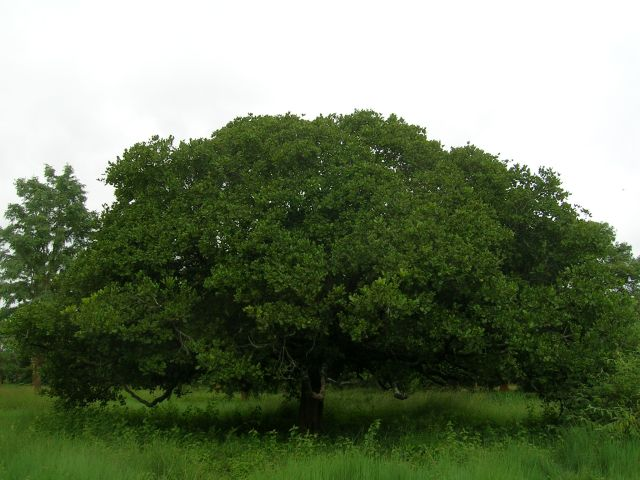
カシューの成木

カシュー（学名: Anacardium occidentale、英名: cashew [ˈkæʃuː]、葡名: caju [kɐˈʒu]、和名: カシューナットノキ、マガタマノキ）は、中南米原産のウルシ科カシューナットノキ属の常緑高木。
その種子はカシューナッツと呼ばれ、食用とされる。アレルギー表示の特定原材料に準ずるものに指定されている。
リンネの『植物の種』(1753年) で記載された植物の一つである。

## 名称
1580年代以降、原産地の一部である南米大陸北東部地域（現・ブラジル連邦共和国の北西部から北東部）にポルトガル人が進出した際、現地の先住民族たちが話すトゥピ語系言語の当種の呼称「acajú（ゥカジュー）」を、ポルトガル人たちが聞き取ってポルトガル語に外来語「Caju（カジュー）」として導入したのが語源とされる。その後、さらに転出して英語では「Cashew（カシュー）」と呼ばれるようになった。
学名の属名 Anacardium（アナカルディウム）は、ラテン語の ana（上向き）と -cardium（心臓）の意味からなる造語で、その果実の着果形態が「上向きの心臓」型に見えることから命名された。
堅果（種子）の殻を割り、内部にある仁（「にん」、種子の中身）の部分を取り出したものは、食材のカシューナッツとして世界的に広く知られている。
- ポルトガル語またはスペイン語では、マラニョン（marañón、marañón)
- 英語では、カシューナッツ（cashew nuts）
- 中国語では、腰果（ヤオクォ）（拼音: yāoguǒ）[1]

と呼ばれる。
果肉の部分については、英語でカシューアップル（cashew apple）と呼ばれることが多い。

## 植生
南アメリカ大陸北部ないし北東部地域、ならびに西インド諸島各域を主な原産地とする、ウルシ科Anacardium（アナカルディウム）属の常緑高木である。充分な耐寒性はなく多雨過湿を嫌う性質で、植生環境としては、適度な降雨量のある熱帯地域ないし亜熱帯地域を好む。
樹幹下部からよく分枝し、成木は樹高8 - 15メートル (m) ほどに達する。枝はよく広がり、皮質の葉がよく茂る。自然界では樹高15 mであるが、栽培されるものは農作業を楽にするため、交配を重ねて矮性の木が作られている。
世界最大の巨木としては、ブラジル連邦共和国ナタール市近郊ピランジ海岸に所在の樹齢推定117年・枝域約8300平方メートル（一般的な成木の約70倍の規模）にも及ぶそれが知られている。
葉は、長径20センチメートル (cm) ほど、幅径2 - 15 cmほどの倒卵形、やや硬く光沢のある全辺縁平滑で、互生する。
開花時期は、早咲きのもので11月から翌1月、遅咲きのもので1月から3月である。花は、約20 - 25 cmの花枝の先端に散房群生した花序に、単性花と両性花を混在で1花あたり5 - 15ミリメートルほどのものをつける。花色は、赤味あるいは黄白色を帯びた淡緑色で、花冠には花弁ごとにピンク色の縞模様が見られることが多い。
開花後、およそ2か月から3か月で結実・完熟する。花後、花托（花柄部分）が肥大して約5 - 12 cm程度の洋ナシ形の赤色ないし黄色の果托（果柄部分）を形成し、その先端に灰褐色の殻に覆われた勾玉型の果実（堅果）をつける。この果実に中には、カシューナッツとよばれる種子が入っている。果実は果托の外部先端につき、果托そのものには果肉のみで種子を含まないため、この部分のことを俗に「偽果」と呼ぶこともある。偽果（カシューアップル）は、渋みがあるものの十分食用になり、動物にも食べられて種子散布に寄与している。果実（堅果）の硬い殻は二重構造になっていて、その中にカルドールやアナカルジン酸を含む腐食性の油が入っており、触れるとかぶれる。種子はこの油によって守られており、動物に食べられることなく、カシューアップルと一緒に親木から離れたところに運んでもらうことができる。
後述のとおり、堅果（種子）部、果托部ともに食用とされる。

## 伝播
原産地の南米ブラジルでは、トゥピ族やアラワク族などの先住民によって早くから栽培されていた。17世紀初頭にブラジルにやってきたポルトガル人入植者たちが、先住民が栽培していたカシューの実用価値を認識し、ポルトガル本国中に広めた。そこから各地に伝播したのが世界的な普及への始まりであり、アフリカ東部のモザンビークやインド西岸のゴアに伝播した。
当初から、樹幹下部からよく分枝して枝を張る当種の特徴を利用して、沿岸部における防風林として植樹されたほか、その果実、特に種子が食用として重用された。1650年代にはインドのゴアに大規模な種子の食用加工工場が造営されて製品が各地に輸出されたことから世界的に有名となった。

## 生産・加工
原産地のブラジルから、世界各地のある程度の雨量のある熱帯、亜熱帯地域に広がっており、著名な生産国は30を超え、栽培面積は351万ヘクタール程度とされる。
世界では年間200万トン以上が生産され、2005年の生産量順では、ベトナム（83万トン）、インド（46万トン）、ブラジル（25万トン）、ナイジェリア（21万トン）となっている。中国では海南省が主産地となっている。また、西アフリカにあるギニアビサウ共和国はカシューナッツ生産が国家のほぼ唯一の産業となっており、2015年には同国総輸出額の78.7％を占めた。
栽培農家による果実の収穫は、完熟して自然落果したものを手撈で採集するのが一般的である。成木1株につき、およそ10 - 30kgの収穫が見込まれるとされる。収穫した落果は、果肉（カシューアップルの部分）と種子（カシューナッツの部分）を手捥ぎで分離する。果肉は、生食用として市場にあるいは加工用として加工工場に出荷、種子は、そのまま殻ごと生果（生カシューナッツ）として加工工場に出荷する。
生果には、アナカルジン酸やカルドールなどの刺激成分、また青酸配糖体であるアミグダリンなどの毒物を含むため、食材として用いる場合には、これらの成分の高温加熱による除去処理（いわゆる「飛ばす」工程）が必要となる。生果のままでは仁（種子の中身）を取り出しづらいため、加工工場は、この工程を果殻がついたまま行うのが一般的である。まず殻つきの生カシューナッツを天日干しし、高温蒸（スチームロースト）処理を行い、さらに煎（ドライロースト）処理を行った後、殻割り・殻むき、品質選別を行って製品として出荷する。味付けと保存性の向上を目的として、製品に塩をまぶして出荷されることも多い。
取引市場においては、生果産品はインドネシア産、ブラジル産、タンザニア産などが優秀であるとされている。加工製品については、前節の1550年代以来の歴史的な経緯により、インド国内に加工工場・加工技術が集積されているとされ、「インド製」加工製品が最優とされている。

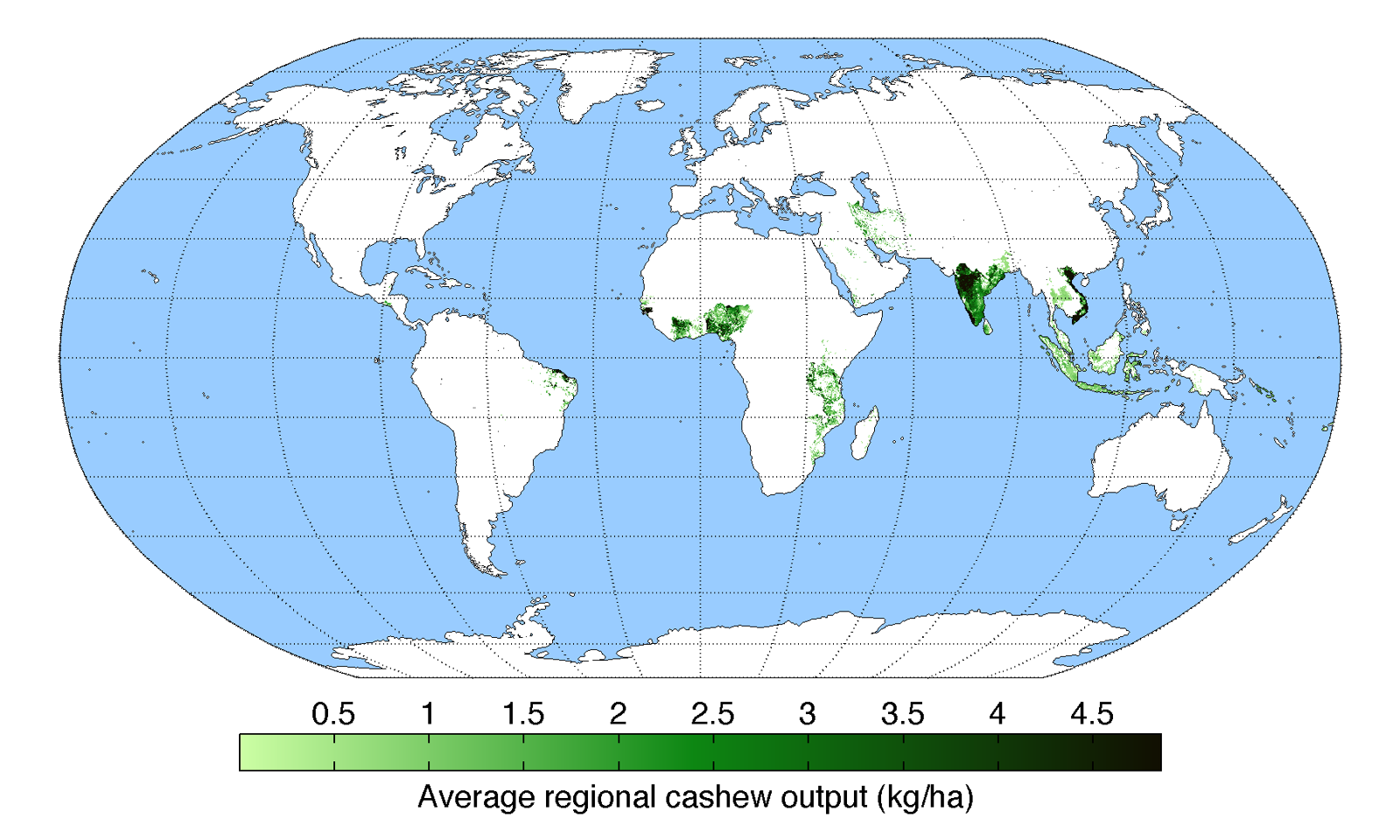
カシュー商業栽培地の分布
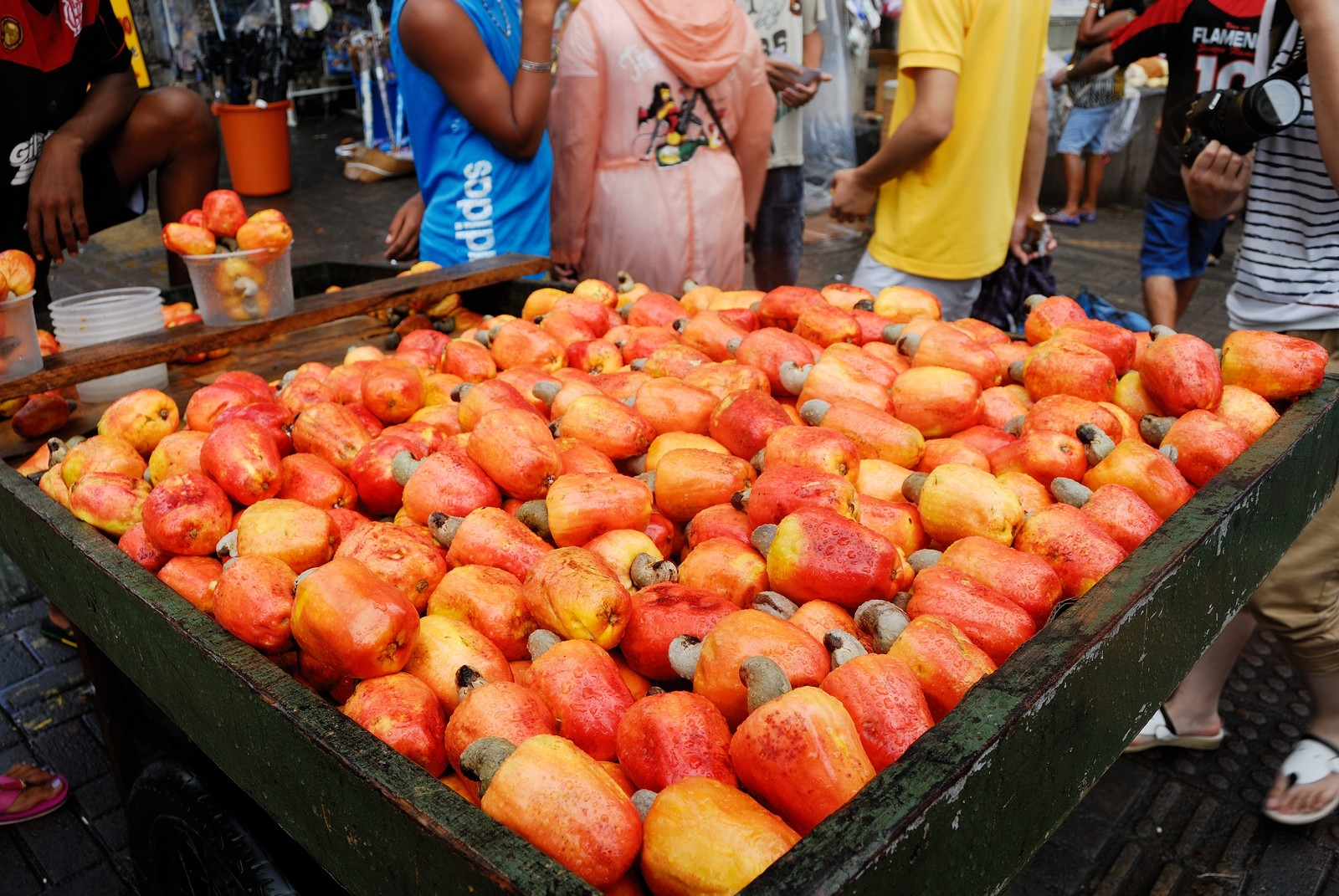
ブラジル・ジョアンペソアでの生果売り
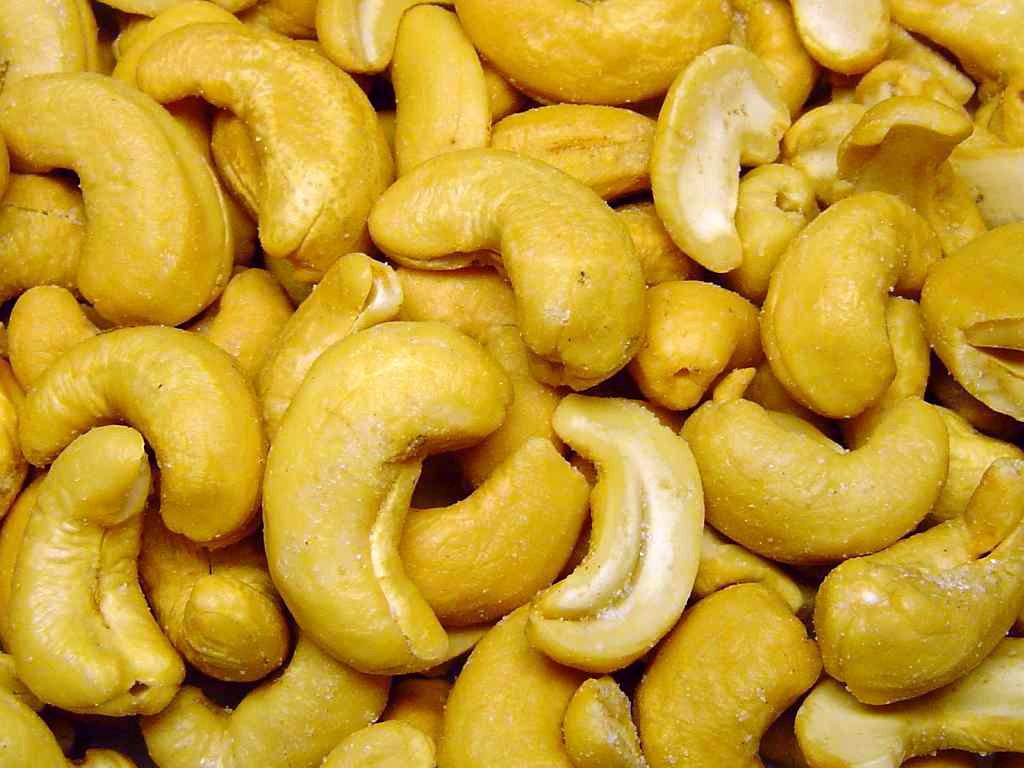
種子の仁を蒸煎処理し、塩で味付けされたカシューナッツ製品

## 利用

### 食用

#### 種子（仁）

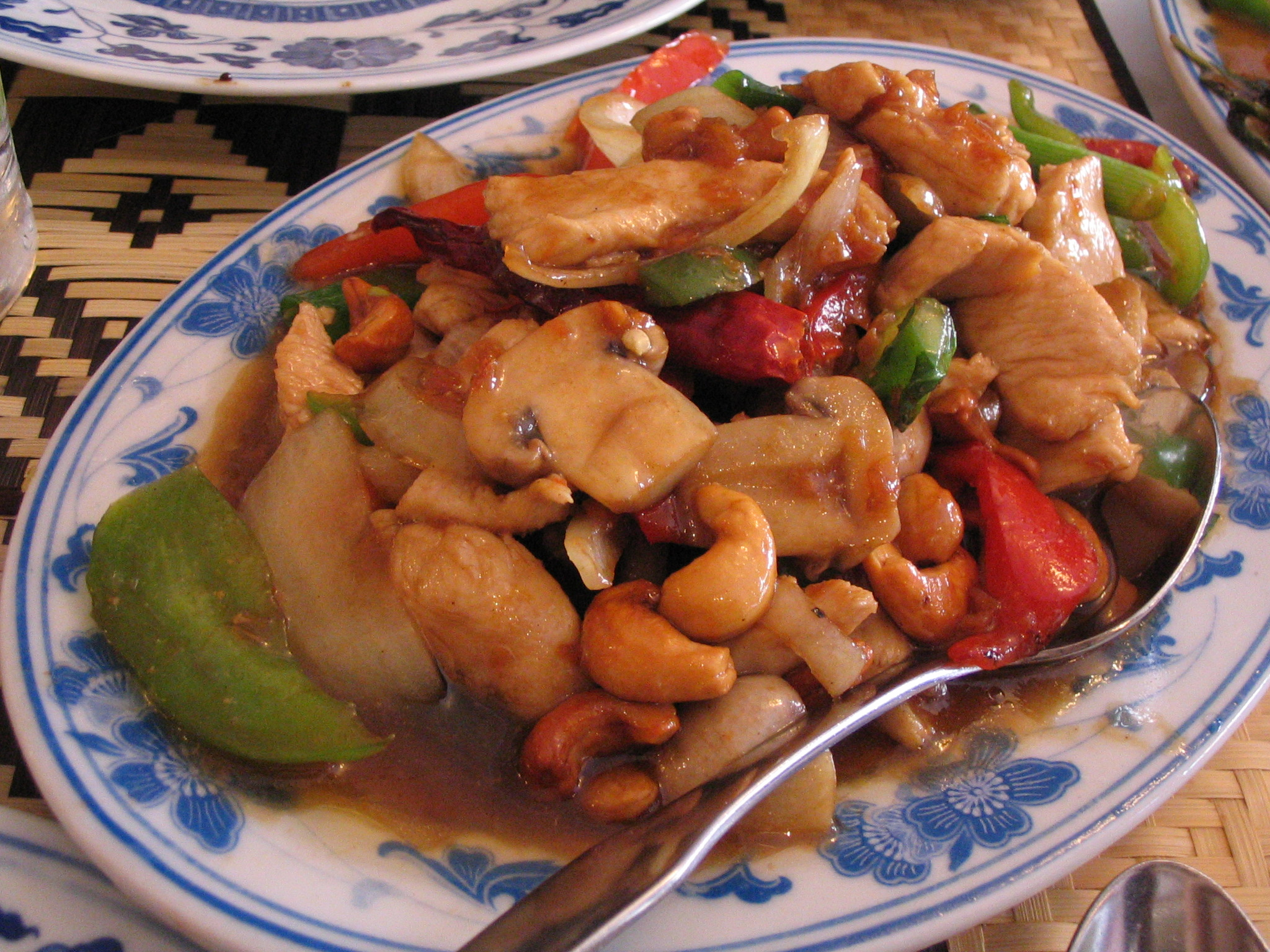
腰果鶏丁 鶏肉のカシューナッツ炒め）

仁（「にん」、種子の中身）であるカシューナッツは、その歯ごたえと濃厚な食感が好まれる上、その約50 - 70%を占める脂肪分に加え、炭水化物やタンパク質、ビタミンB1をはじめとするビタミン類、カリウム・リン・亜鉛などのミネラルと、5大栄養素を豊富に含むことから、人気のある食材となっている。
塩で味付けされた製品が、そのまま菓子や酒肴などとして良く食されるほか、調理の具材として、シチューやカレーのような煮物料理や、広東料理の腰果鶏丁（鶏肉カシューナッツ炒め）などの炒め物などに好んで利用される。
また、いわゆる2級品（味に差し障りはないが色目が斑あるいは褐色度の強いもの）の実は、すりつぶして加工し、ピーナッツバターに似た「カシューバター」の製造に利用されることが多い。

#### 果托（果肉）
小さな洋ナシを思わせるカシューアップルと呼ばれる果肉は多汁質で、リンゴに似た芳香があり、生食に供するほか、加工用原料としても利用されている。
カシューアップルの皮は薄く、特に完熟した果実のそれは非常に繊細で傷つきやすく、また完熟成果であるために日持ちもしないため、長距離輸送や貯蔵には全く適さない。このため、生食は栽培産地近辺の限られた地域においてのみ供される。
加工製品としては、ピュレ、ジュース、チャツネ、ジャム、さらには発酵製品として果実酒（インドの蒸留酒フェニーなど）などが知られる。
タンニンの渋みを好まない地域においては、利用せずに廃棄することもある。

### 工業用

#### 種子殻
カシューナッツの種子の殻からは、カシューナットシェルオイルと呼ばれる油脂を採取することができ、油脂そのものとして利用されるほか、塗料の原料としても利用される。ただし、カシューはウルシ科の植物であるため、その殻にはウルシオールを多く含有しており、加工の際にかぶれなどのアレルギー反応をきたす人も少なくなく、取扱いには注意を要する。
カシューナットシェルオイルを原料とするカシュー塗料は、カシュー株式会社が開発したもので、仕上がりの質感は漆に似ており現在でも多く使用されている。また漆と違い漆かぶれが無いことが特徴である（但し稀にかぶれる場合がある）。

#### 木材・樹皮・樹脂
木材は、木造家屋の資材に利用されるほか、炭造して燃料
に利用される。樹皮を粉砕したものを染料の原料として用いるほか、樹脂はゴム材の原料とされる。

### 薬用

#### 生薬として
- カシューアップルのジュースは、胃腸粘膜保護、解熱に薬効のある生薬として利用されている。

#### 伝承薬・民俗薬として
チュクナ語族系の原住民は、カシューの果実などを、伝統的な伝承薬・民俗薬として利用している。
- カシューアップルのジュース・ピュレなどをインフルエンザなどの解熱剤として摂取しているほか、エナジードリンク・強壮剤としても認識されている。経験的にカシューアップルの解熱効果を利用した「先人の知恵」である。
- アマゾン地域に生息する寄生ハエである牛バエ（馬バエ）に刺され皮膚に産卵されてしまった場合には、カシューナッツの生果の仁を半分に割り、刺された場所に擦り込むと、皮下のウジ卵を殺すことができ、牛バエ症候群を防止することができるとされている。上述のカシューナッツ生果に含まれる毒劇物を利用した「先人の知恵」であるが、産卵されてしまった牛バエ卵群を完全に壊滅させられるかどうかについては懐疑的な要素が残るほか、大量に塗付した場合には毒劇物による皮膚の炎症・潰瘍の恐れが危惧される用法である。